# Choose My Life-U
《Choose My Life-U》는 2003년 2월 27일에 발매된 대한민국의 3인조 걸 그룹 S.E.S.의 대한민국 정규 5집 음반이다.

## 설명
- 1번 트랙 〈Just a Feeling〉은 2011년에 어반자카파가 리메이크 했으며, 2015년에 아스트로가 데뷔전 아스트로만의 음색으로 리메이크하여 활동했다.[1]
- 3번 트랙 〈U〉는 정규 5집 추가 발매 분에 바다의 애드리브를 추가해 수록하였다.
- 2003년 S.E.S. 5집 일본 라이센스 발매 음반에는 15번 트랙에 〈U〉 일본어 버전을 수록하였다.

## 수록곡
| #             | 제목                               | 작사           | 작곡                 | 편곡           | 재생 시간 |
| ------------- | ---------------------------------- | -------------- | -------------------- | -------------- | --------- |
| 1.            | 〈Just a Feeling (Original Ver.)〉 | 전승우         | 김도훈               | 김도훈         | 3:49      |
| 2.            | 〈You told me〉                    | 김영후         | 김영후               | 김영후         | 3:29      |
| 3.            | 〈U〉                              | 홍지유         | Nick Manic, Beauvais | 황성제, 박창현 | 3:25      |
| 4.            | 〈친구 - 두 번째 이야기〉          | 배화영         | 고영조               | 고영조         | 4:12      |
| 5.            | 〈Choose my life〉                 | 윤효상, 이소은 | 황성제               | 황성제         | 3:33      |
| 6.            | 〈달리기〉                         | 박창학         | 윤상                 | 강호정         | 3:33      |
| 7.            | 〈나도 남편이 있었으면 좋겠다〉    | 바다           | 홍석                 | 홍석           | 3:48      |
| 8.            | 〈Requiem〉                        | 이동현         | 이준호               | 이준호         | 3:58      |
| 9.            | 〈기도〉                           | 박경진         | 은비                 | 은비, 홍정수   | 4:33      |
| 10.           | 〈Red Angel〉                      | 이준호         | 이준호               | 이준호         | 3:36      |
| 11.           | 〈용기〉                           | 성석원         | 최승민               | 최승민         | 3:52      |
| 12.           | 〈잊지 못해〉                      | 권기명         | 권기명               | 안익수         | 3:33      |
| 13.           | 〈내게로〉                         | 김영희         | 박세준               | 포건수         | 4:09      |
| 14.           | 〈Just a Feeling (Remix Ver.)〉    | 전승우         | 김도훈               | 황성제         | 3:34      |
| 총 재생 시간: | 총 재생 시간:                      | 총 재생 시간:  | 총 재생 시간:        | 총 재생 시간:  | 50:24     |

## 가요 프로그램 순위
U
MBC 《음악캠프》
- 2002년 3월 2주차 14위
- 2002년 3월 3주차 4위
- 2002년 3월 4주차 1위
- 2002년 3월 5주차 1위 (2주 연속)

SBS 《인기가요》
- 2002년 2월 4주차 14위
- 2002년 3월 1주차 7위
- 2002년 3월 2주차 1위
- 2002년 3월 3주차 1위 (2주 연속)
- 2002년 3월 4주차 1위 (왕중왕)

Just a Feeling
MBC 《음악캠프》
- 2002년 4월 2주차 14위
- 2002년 4월 3주차 9위
- 2002년 4월 4주차 6위
- 2002년 5월 1주차 4위

SBS 《인기가요》
- 2002년 3월 5주차 10위
- 2002년 4월 1주차 9위
- 2002년 4월 2주차 9위
- 2002년 4월 3주차 5위
- 2002년 4월 4주차 6위
- 2002년 5월 1주차 6위
- 2002년 5월 2주차 5위
- 2002년 5월 3주차 3위

## 수상

### 지상파
| 연도            | 날짜     | 방송사 | 프로그램 | 수상 | 비고                     | 결과 | 출처 | 노래                  | 앨범              |
| --------------- | -------- | ------ | -------- | ---- | ------------------------ | ---- | ---- | --------------------- | ----------------- |
| 2002년 (총 5회) | 3월 10일 | SBS    | 인기가요 | 1위  | 통산 1주                 | 수상 |      | 타이틀 《U》 (총 5회) | 정규 5집 (총 5회) |
| 2002년 (총 5회) | 3월 17일 | SBS    | 인기가요 | 1위  | 통산 2주 연속 2주        | 수상 |      | 타이틀 《U》 (총 5회) | 정규 5집 (총 5회) |
| 2002년 (총 5회) | 3월 23일 | MBC    | 음악캠프 | 1위  | 통산 1주                 | 수상 |      | 타이틀 《U》 (총 5회) | 정규 5집 (총 5회) |
| 2002년 (총 5회) | 3월 24일 | SBS    | 인기가요 | 1위  | 통산 3주 연속 3주 왕중왕 | 수상 |      | 타이틀 《U》 (총 5회) | 정규 5집 (총 5회) |
| 2002년 (총 5회) | 3월 30일 | MBC    | 음악캠프 | 1위  | 통산 2주 연속 2주        | 수상 |      | 타이틀 《U》 (총 5회) | 정규 5집 (총 5회) |